# Matthew Stevens
Matthew Stevens (Carmarthen, 11 de setembro de 1977) é um jogador de snooker do País de Gales, profissional desde 1994.
Conta no currículo com uma vitória em torneios que contam para o ranking: foi vencedor do campeonato britânico de snooker em 2003 batendo na final Stephen Hendry.
Stevens conta ainda duas finais do campeonato mundial de snooker, perdidas ambas por 18-16: a de 2000 contra Mark Williams e a de 2005 contra Shaun Murphy. Perdeu também duas finais do campeonato britânico em 1998 e 1999 contra John Higgins e contra Mark Williams, respetivamente.
Quanto a torneios que não contam para o ranking, venceu :
- o Benson & Hedges Championship de 1995
- o Masters de snooker de 2000, em cuja final venceu Ken Doherty
- o Scottish Masters de 1999/2000, batendo John Higgins	por 9-7
- o Northern Ireland Trophy de 2005/2006, vencendo na final Stephen Hendry por	9-7
- o Pot Black Cup de 2005/2006, vencendo na final Shaun Murphy
- a Championship League de 2011